# Jürgen Kurbjuhn
Jürgen Kurbjuhn (ur. 26 lipca 1940 w Tylży, zm. 23 marca 2014 w Buxtehude) – niemiecki piłkarz występujący na pozycji obrońcy.

## Kariera klubowa
Kurbjuhn jako junior grał w klubie Buxtehuder SV. W 1960 roku trafił do Hamburgera SV. W Oberlidze Nord zadebiutował 14 sierpnia 1960 w wygranym 3:1 meczu z TuS Bremerhaven 93. W 1963 roku zdobył z klubem mistrzostwo RFN, po pokonaniu w jego finale 3:0 Borussii Dortmund. Od sezonu 1963/1964 startował z klubem w rozgrywkach Bundesligi. Zadebiutował w niej 24 sierpnia 1963 w zremisowanym 1:1 meczu z Preußen Münster. 20 lutego 1965 w przegranym 1:2 spotkaniu z Eintrachtem Frankfurt strzelił pierwszego gola w trakcie gry w Bundeslidze. W 1967 roku dotarł z zespołem do finału Pucharu RFN, jednak HSV przegrało tam 0:4 z Bayernem Monachium. W 1968 roku Kurbjuhn wystąpił z klubem finale Pucharze Zdobywców Pucharów, ale HSV uległo tam 0:2 Milanowi. W 1972 roku Kurbjuhn zakończył karierę.

## Kariera reprezentacyjna
W reprezentacji RFN Kurbjuhn zadebiutował 11 kwietnia 1962 w wygranym 3:0 towarzyskim meczu z Urugwajem. W tym samym roku został powołany do kadry na Mistrzostwa Świata. Nie zagrał na nich jednak ani razu. Tamten turniej Niemcy zakończyli na ćwierćfinale. Po raz ostatni w kadrze Kurbjuhn zagrał 4 maja 1966 w wygranym 4:0 towarzyskim spotkaniu z Irlandią. W latach 1962–1966 drużynie narodowej rozegrał w sumie 5 spotkań.